# Dália (növénynemzetség)
A dália (Dahlia) a fészkesvirágzatúak (Asterales) rendjébe, ezen belül az őszirózsafélék (Asteraceae) családjába tartozó nemzetség. Nevét Andreas Dahl svéd botanikusról kapta.

## Előfordulásuk
Észak-Amerikában az Amerikai Egyesült Államoktól délre, Közép-Amerikán keresztül, egészen Dél-Amerika északi részéig őshonos növénynemzetség. Európába a spanyolok hozták át Mexikóból, és Katalóniából terjedt el szerte Európában; bár egyes források szerint az egykori Jugoszlávia területén is őshonos volt; azonban az is meglehet, hogy az itteni állományok, ma már feledésbe merült betelepítéseknek a következményei.

## Megjelenése, felépítése
Gumós, lágyszárú növény. A nagyobb termetű fajták majd' két méter magasra nőnek; sokszor gyermekfej nagyságú virágaikat a felálló hajtások végén hozzák, a törpe növésű változatok virágai kisebbek, de sokszor számosabbak.

## Életmódja, termesztése
Melegkedvelő növény, az árnyékot nem kedveli, tehát célszerű a fáktól távol, lehetőleg délre néző oldalra ültetni. Júniusban már virágzik, és egészen a fagyok beálltáig, november elejéig díszlik. Vízigényes, ezért gyakran kell locsolni – főleg kiültetés után. A fagyoktól levelei megfeketednek, virágai lehullanak – ilyenkor gumójukat (a krumplit) fel kell szedni, és tavaszig vermelni kell, mert fagyérzékeny.
A krumplikat ásóvillával, a szár húzása nélkül szedjük fel, majd szellős, de fagymentes helyen hagyjuk leszáradni róluk a sáros földet. A sérült gumókat távolítsuk el, a szárakat kb. 10–15 cm-esre vágjuk vissza. Télen szellős, kissé nedves, de fagymentes helyen kell tárolni. A penészedés megelőzésére a célszerű a krumplikat fahamuval megszórni.
Néhány nemes dália fajta tövein nincsenek gumók, csak a gyökerük vastagodik meg. Ezeket télen ládában, homokban kell tárolni úgy, hogy a nyak alatt valamivel már kiálljanak a homokból. Ha nagyon száraz a homok, két ezrelékes rézgálic-oldattal kissé nyirkosítsuk meg; ez a rothadást is megelőzi.
A fagyosszentek (május közepe) után ültethetjük ki újra, két-három héttel a kiültetés előtt trágyázott földbe – ha korábban ültetjük ki, a növényt éjszakára védeni kell. Ilyenkor oszthatjuk darabokra a krumplikat úgy, hogy minden darabon maradjon szárrész – a szárrész nélküli krumplik nem hajtanak ki. A kiültetés előtt tőzegben vagy földben, meleg, védett helyen hajtatott gumók jóval korábban kezdenek virágozni, mint azok, amelyek nem kaptak előkezelést.
Kimondottan tápanyagigényes: a humuszos, jó vízgazdálkodású kerti földet kedveli. Nehéz, nedves talajban kevésbé fejlődik. Két-három hetenként célszerű tápsóval locsolni.
A betegségeknek ellenáll, és rovarok sem károsítják, viszont a gubacsképző fonálféreg (gyökérgubacs-fonálféreg, Meloidogine incognita) megtámadhatja gyökereit – a fonálféreggel fertőzött növények gyakorlatilag menthetetlenek.

## Felhasználása
Szép virága miatt kedvelt dísznövény. Számtalan kertészeti változatát nemesítették ki, tömérdek hibridjét árusítják rendkívül változatos formájú virágokkal – a tűszirmútól a pompon formájúig, a margarétavirágútól az óriás fejűig. A leggyakrabban kapható faj a kerti dália (Dahlia pinnata). Mivel hosszan virágzik, gyakran ültetik temetőkbe.
Nagy inulintartalmú gumóját az aztékok rendszeresen ették.

## Képek a kerti dália termesztett változatairól

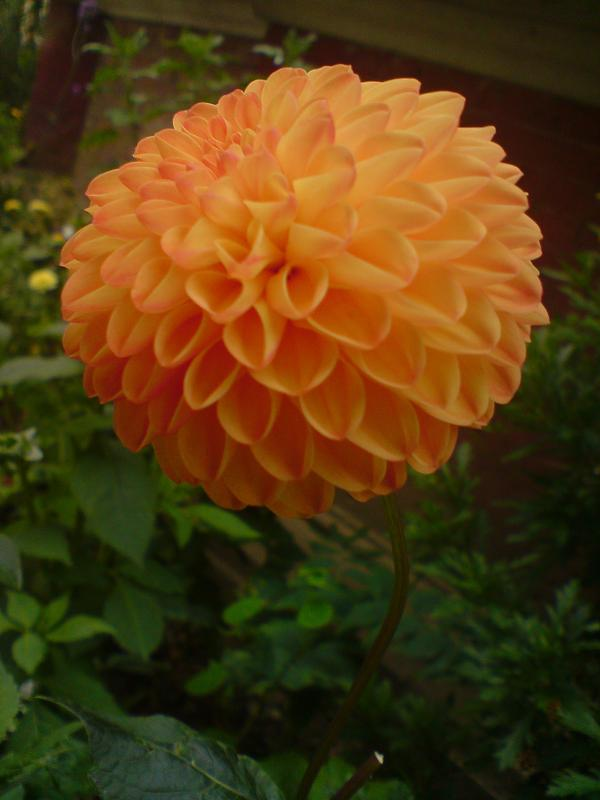
Dália pom-pom
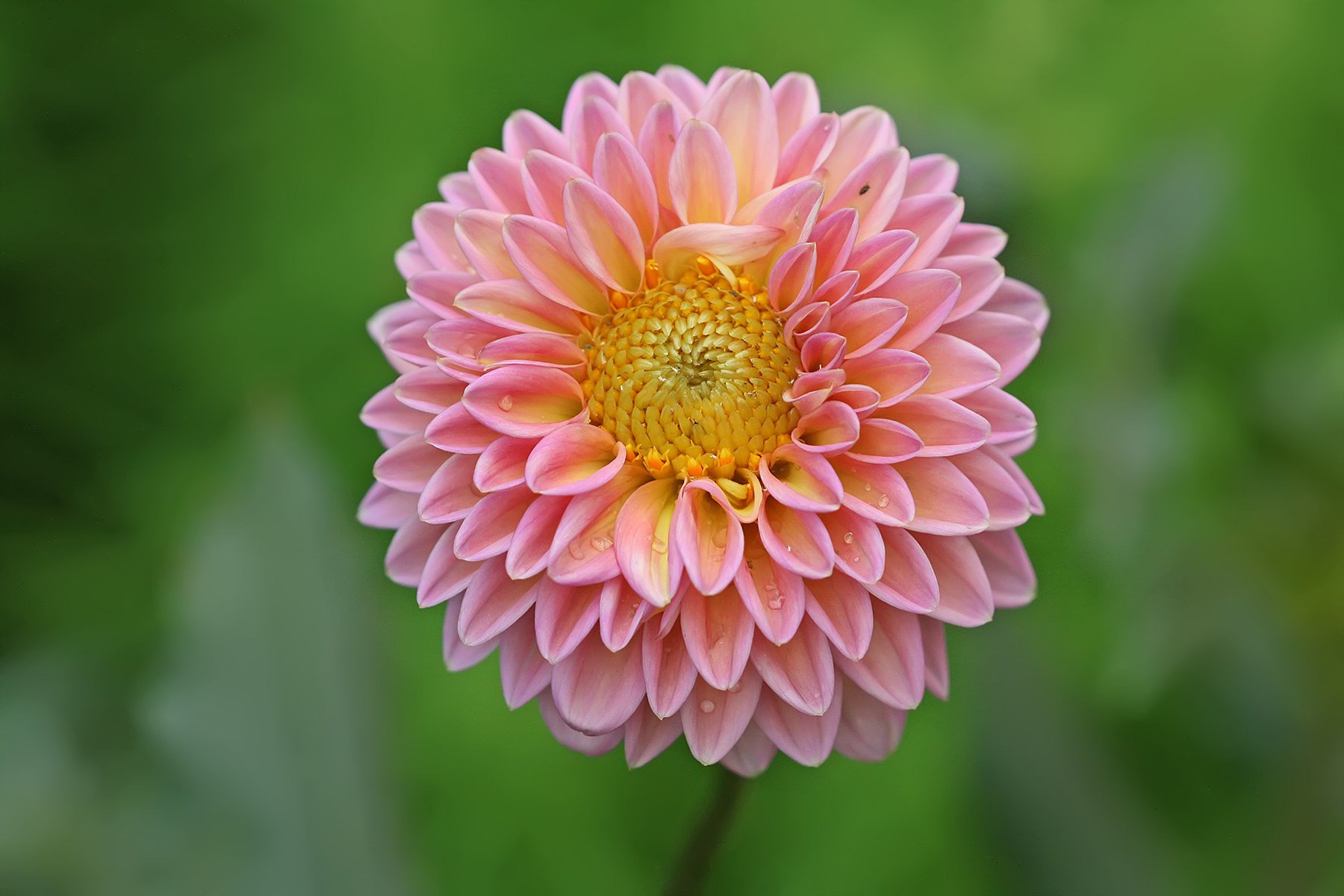
Dahlia x hybrida
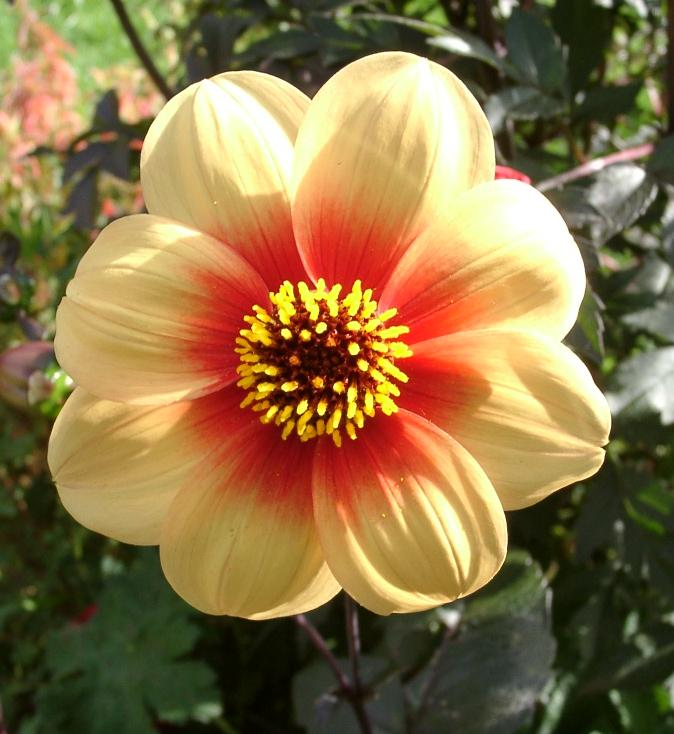
DahliaMoonfire
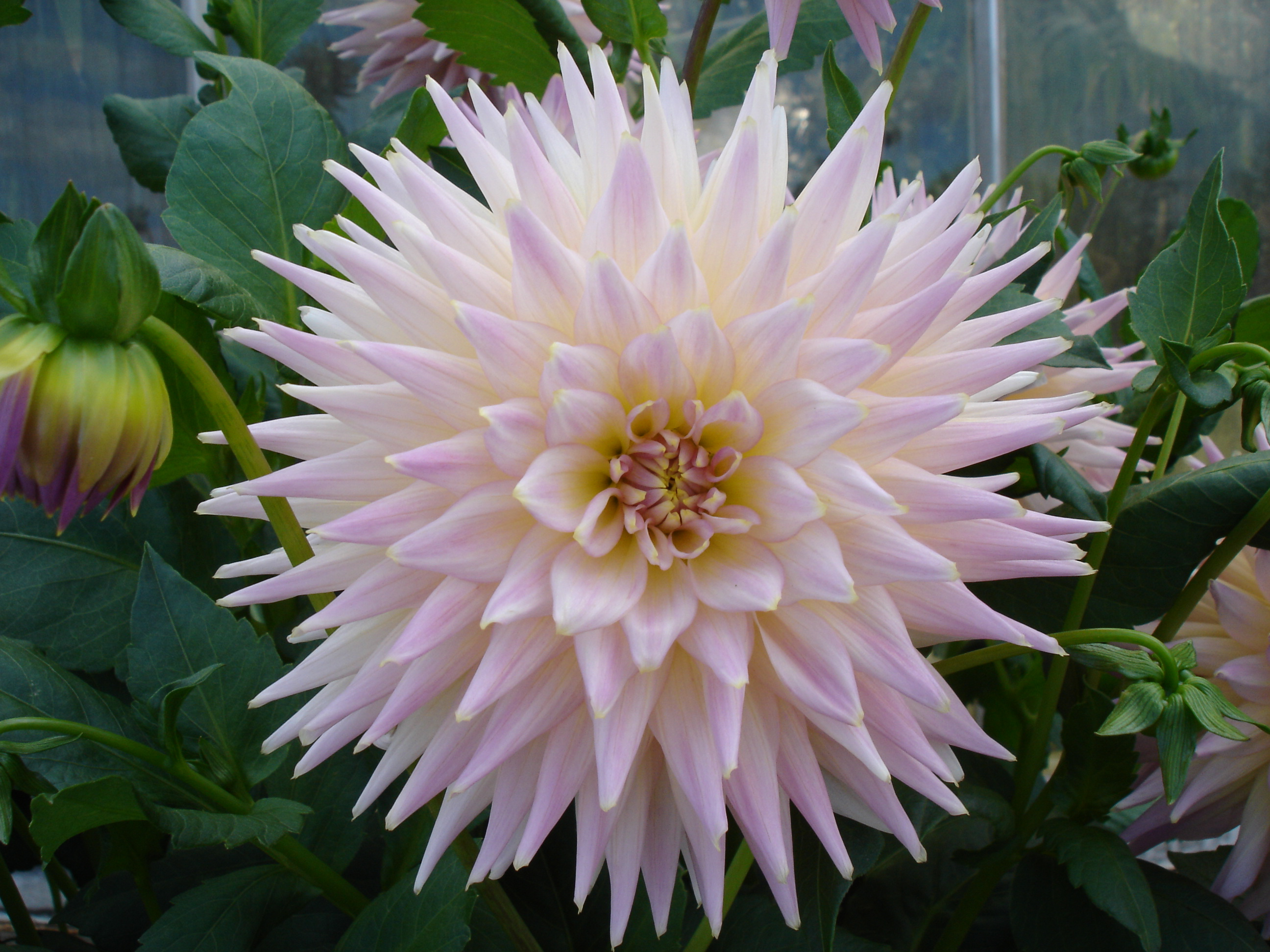
Dahlia Horst Athalie
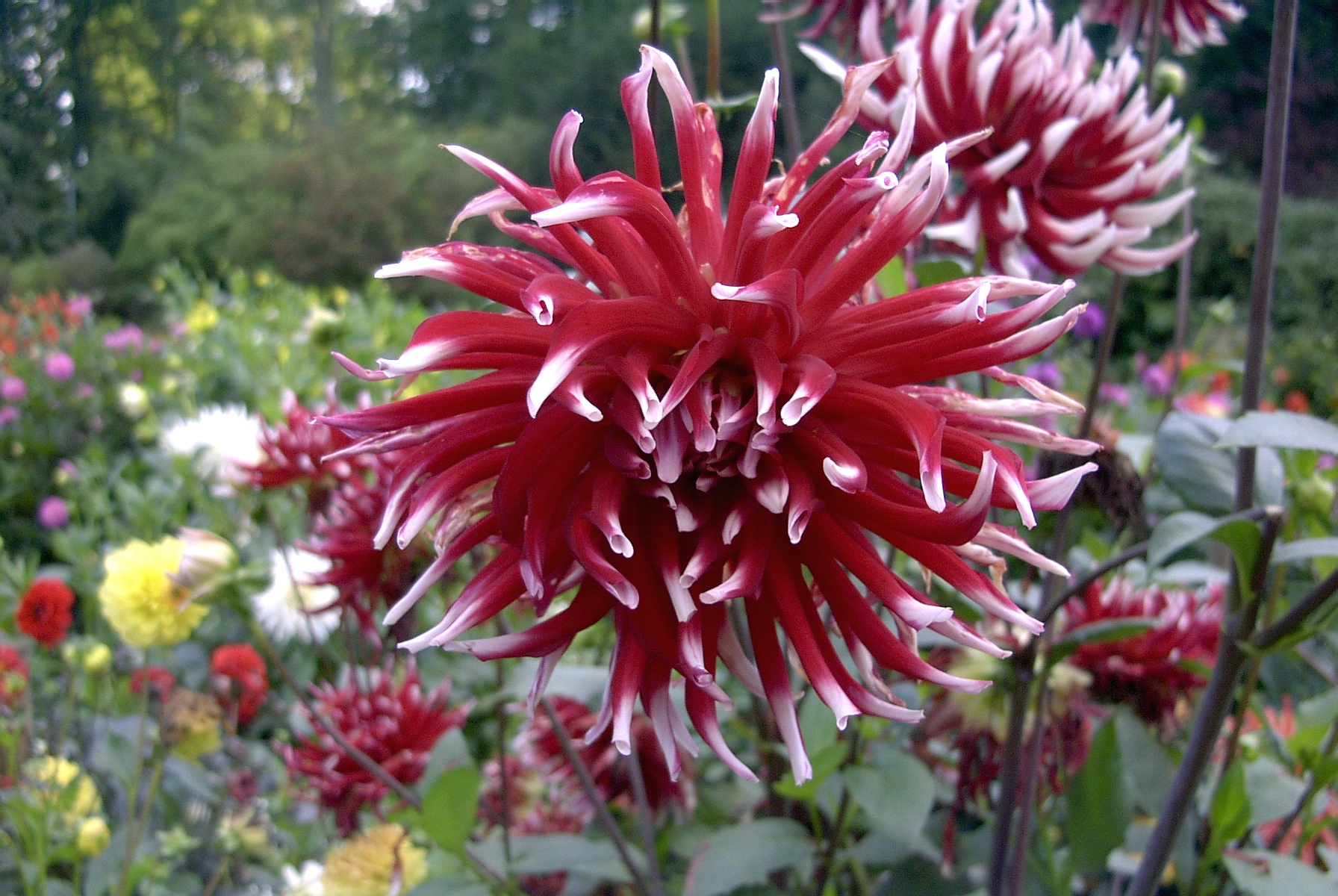
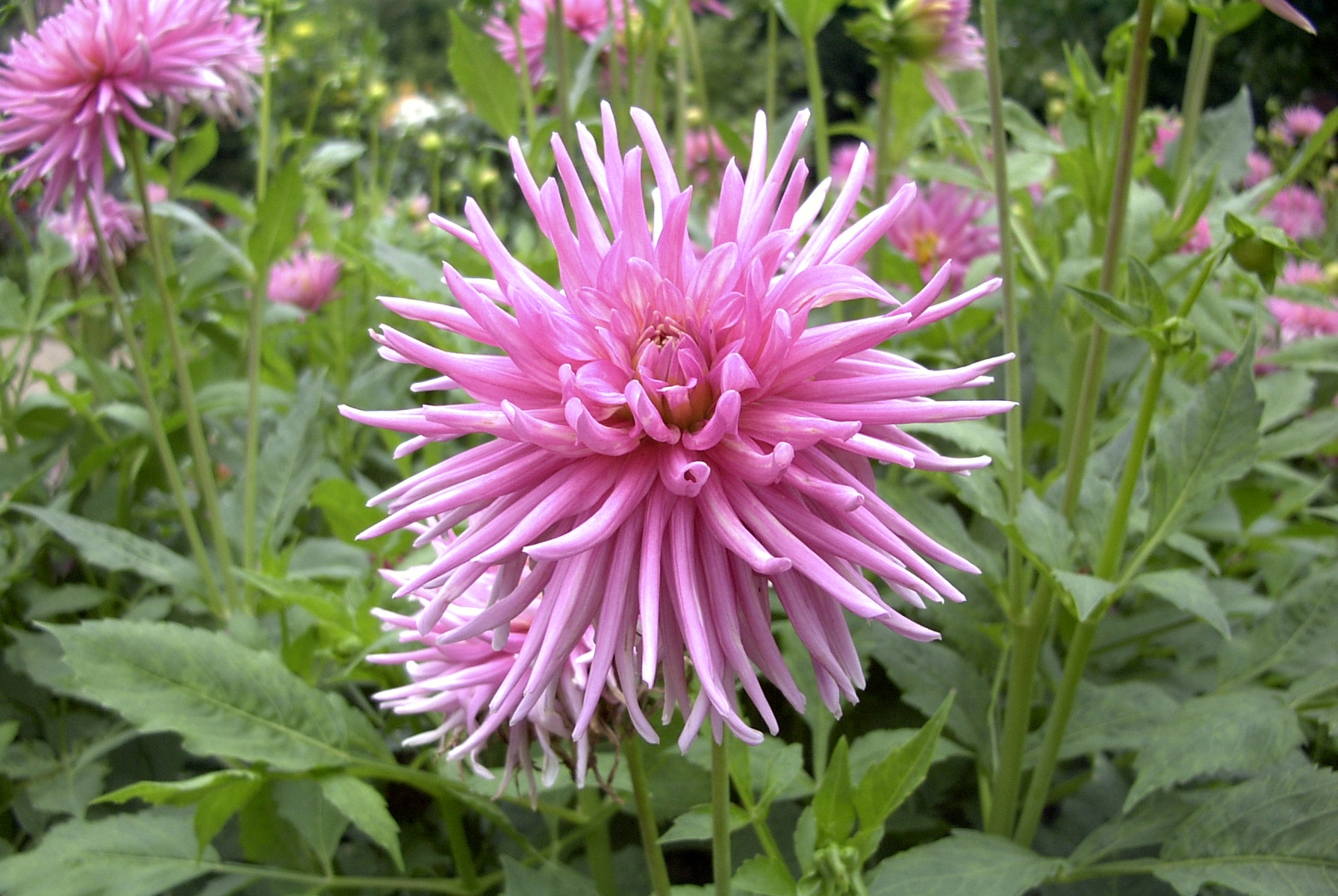
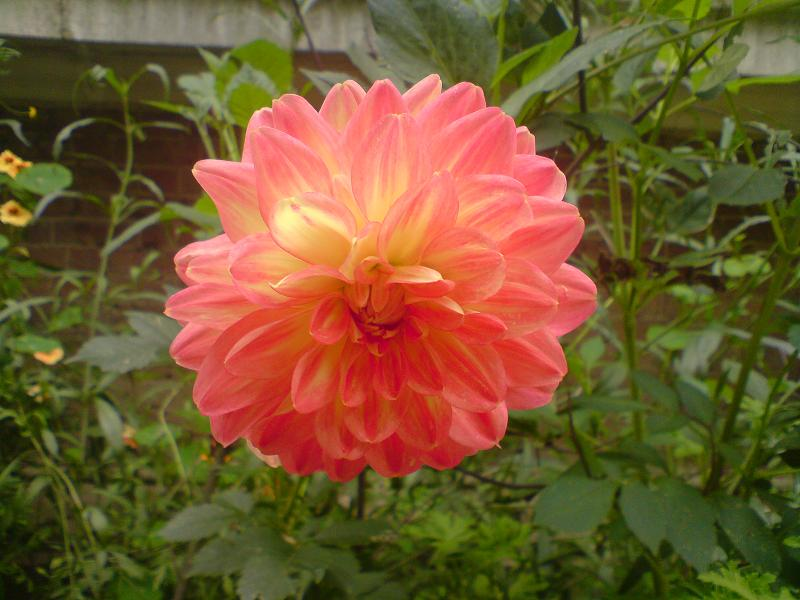
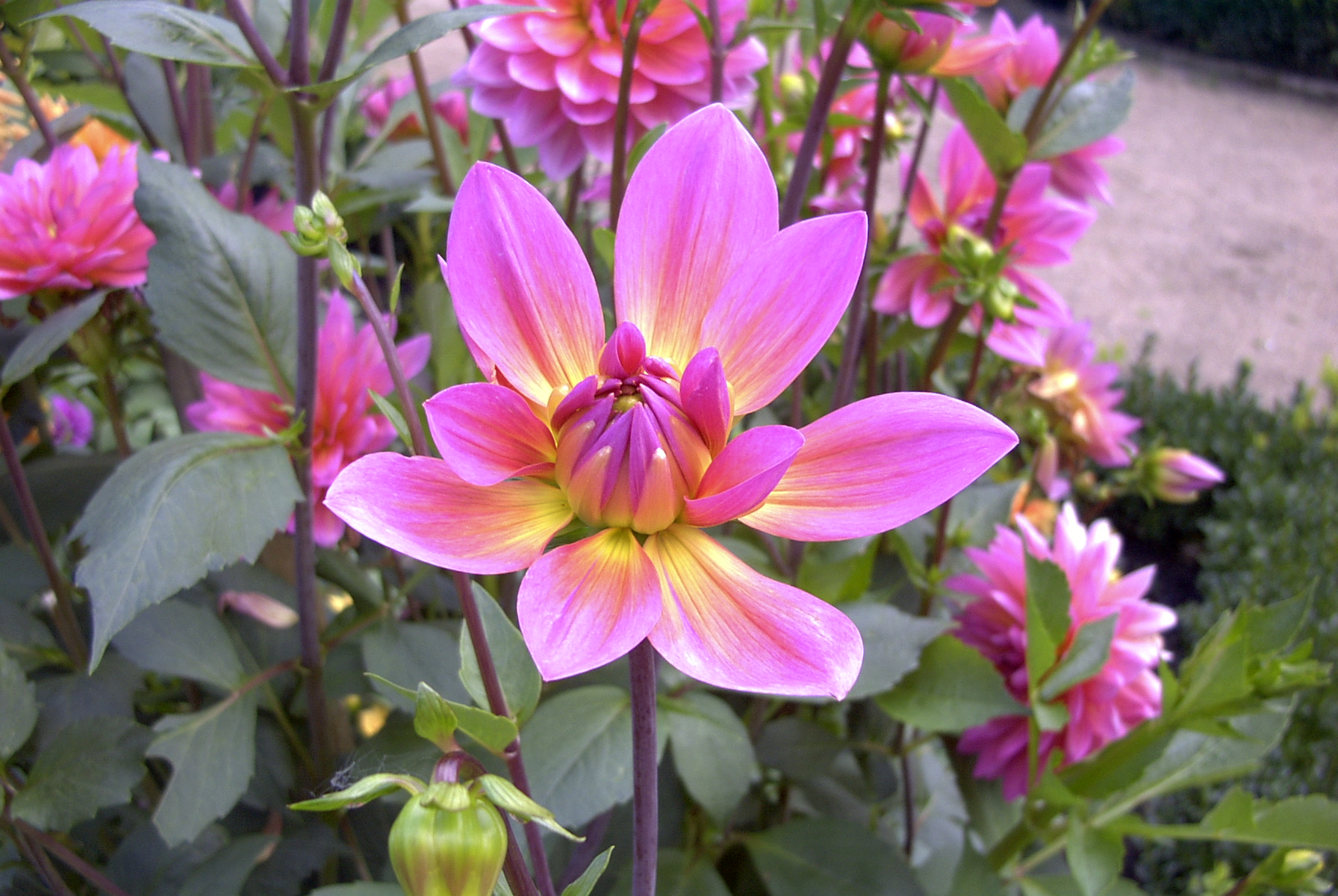
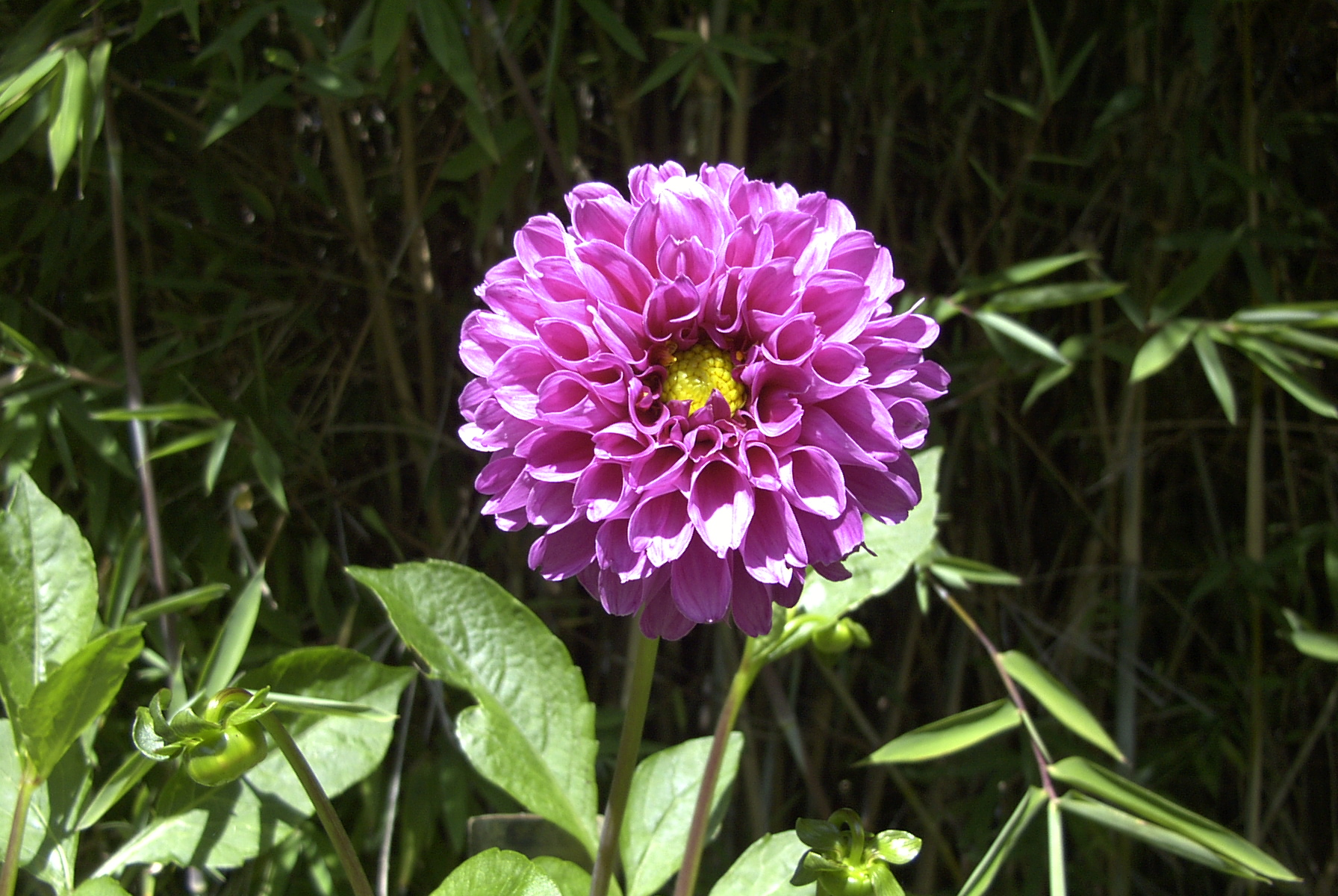
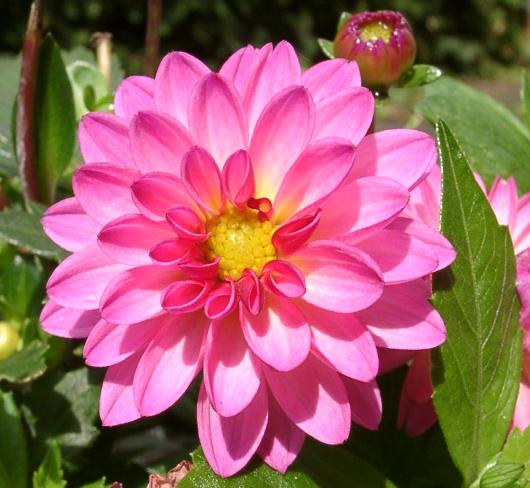
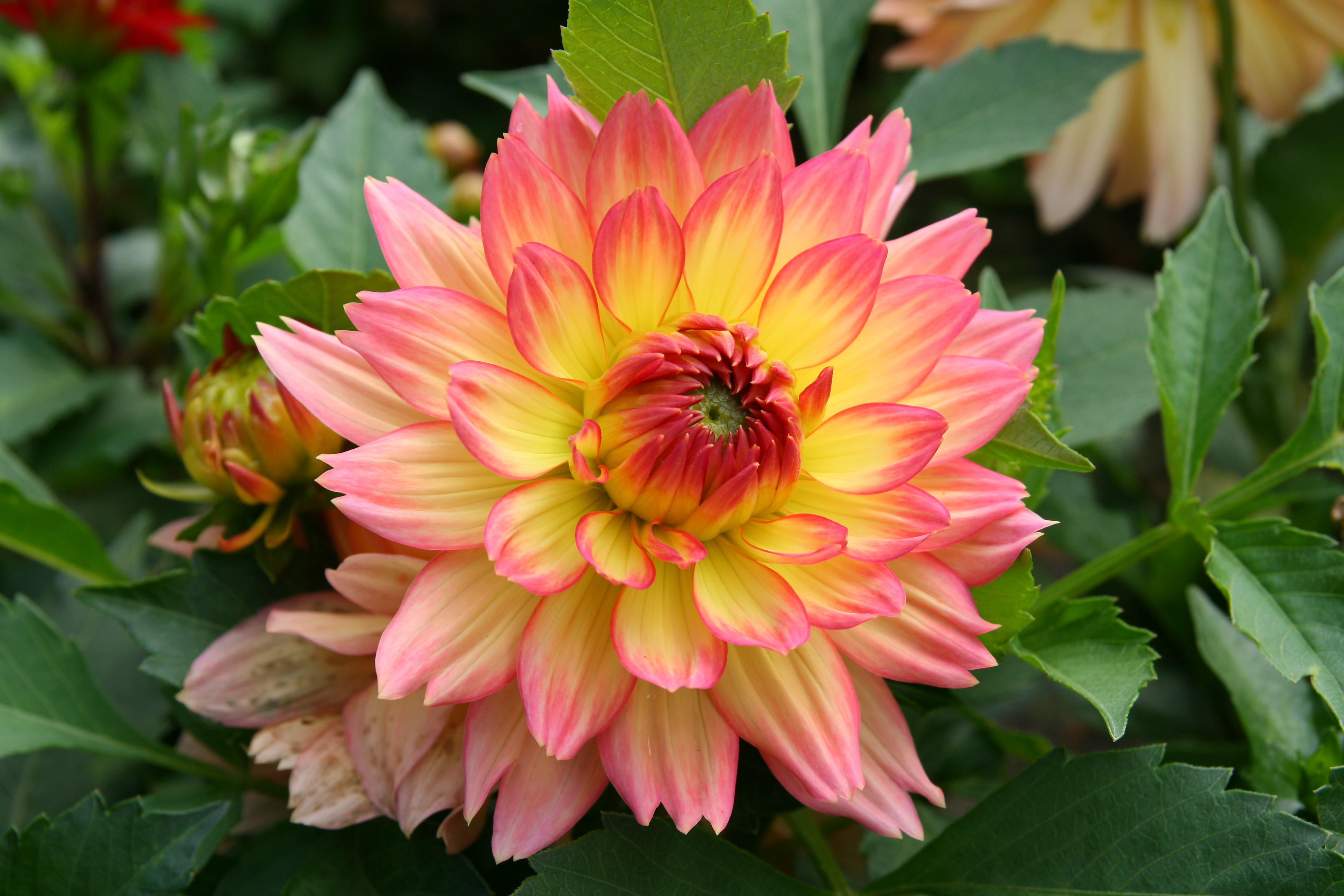
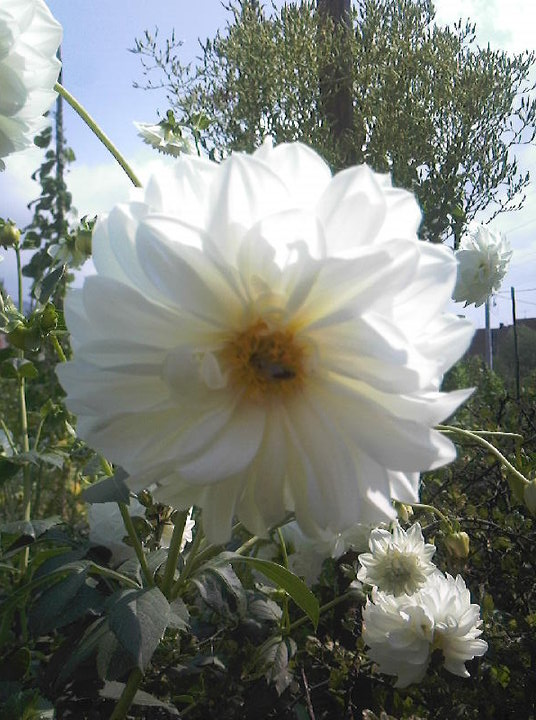
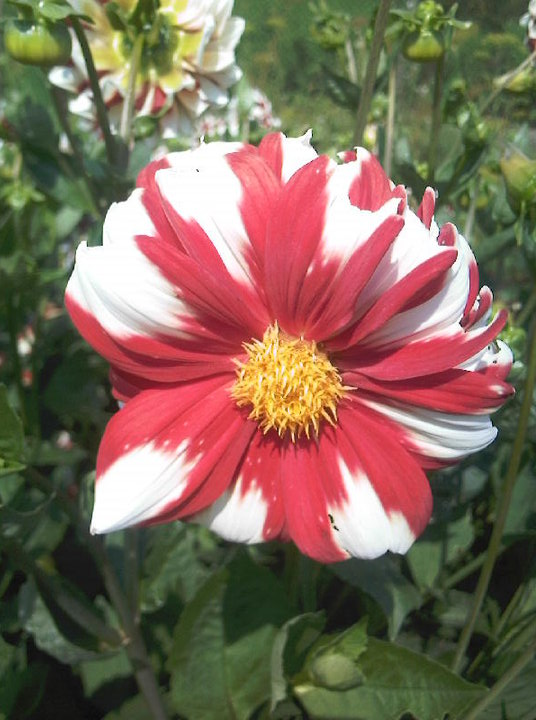
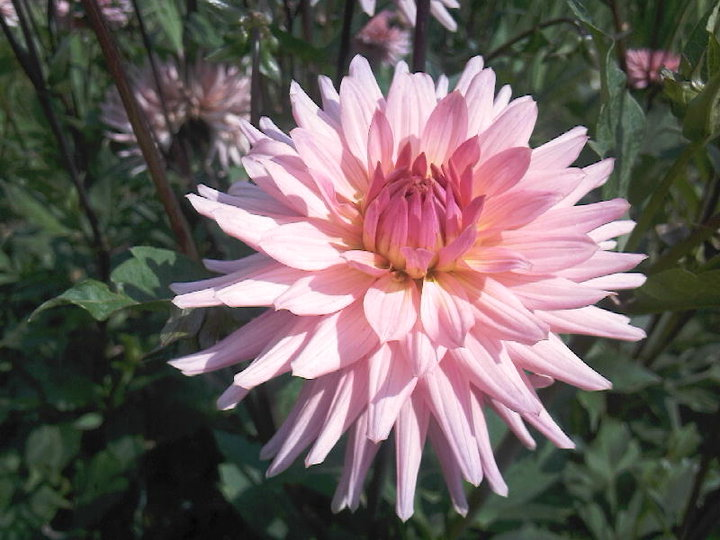
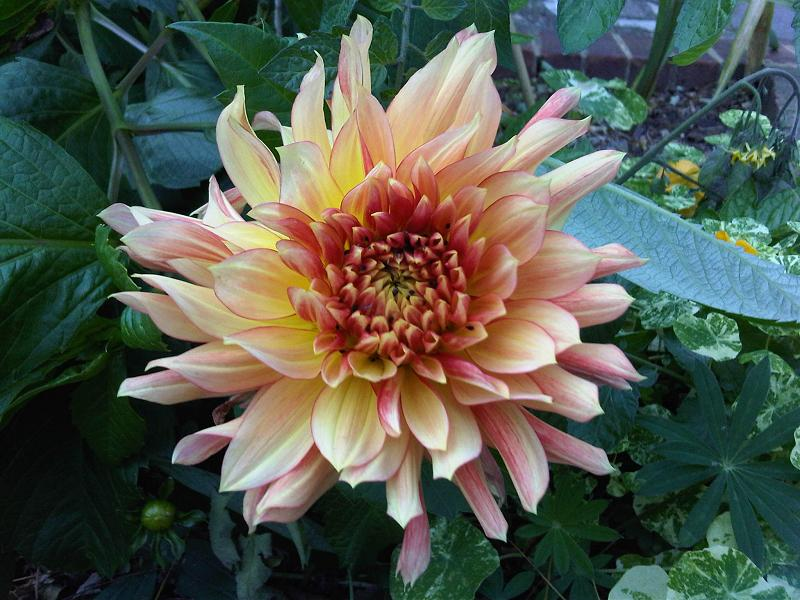
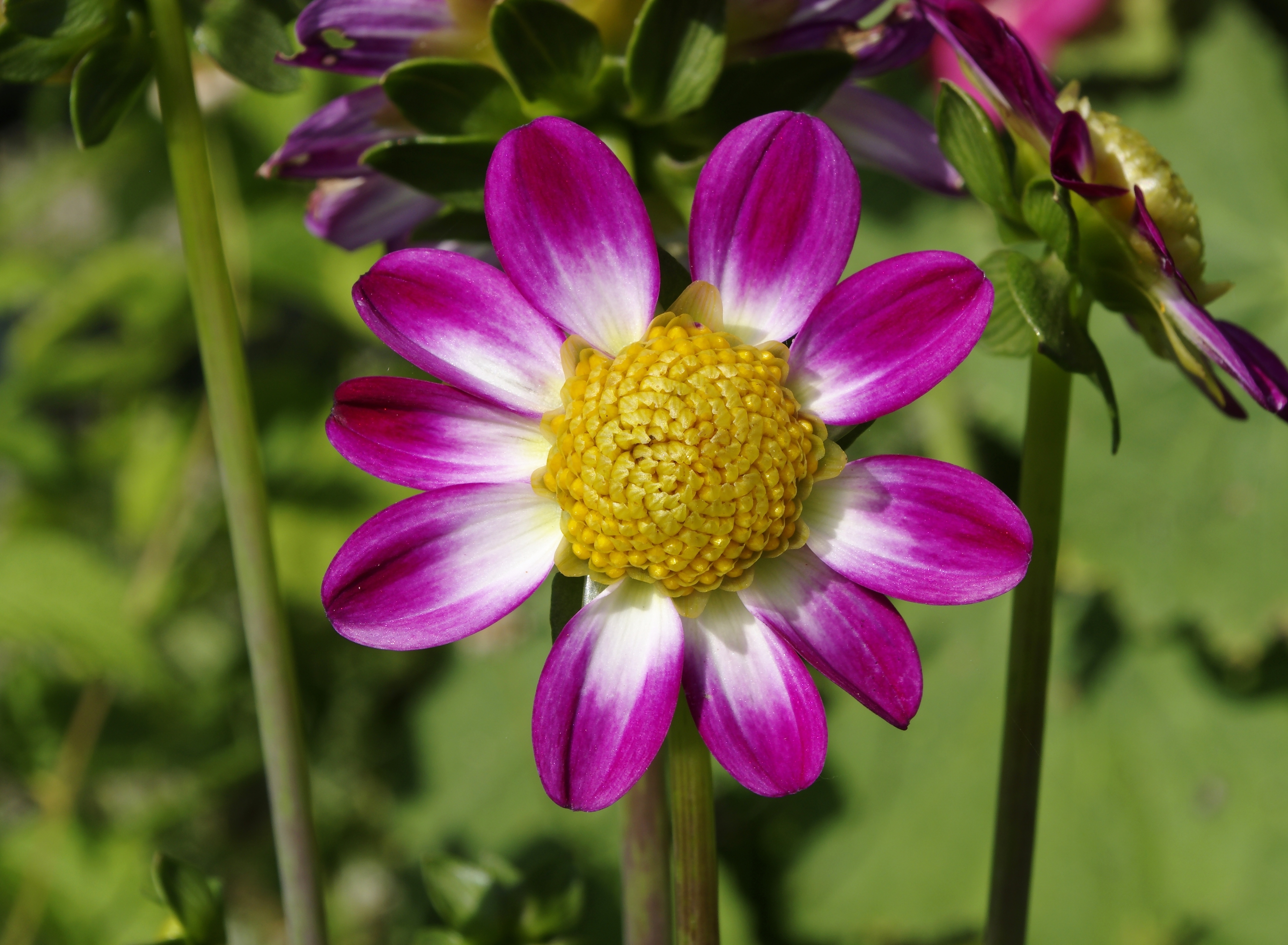